# Hugo, das Dschungeltier – Die Serie
Hugo das Dschungeltier – Die Serie (dänisch: Jungledyret Hugo) ist eine dänische Zeichentrickserie aus den Jahren 2003 und 2004.
Die Serie knüpft direkt an Hugo, das Dschungeltier (1993) und Hugo, das Dschungeltier – Filmstar wider Willen (1996) an. Die Fortsetzung Hugo, das Dschungeltier – Auf und davon (2007) erzählt die Ereignisse nach der Serie. Filme und Serie basieren auf der Buchvorlage von Flemming Quist Møller.
In Deutschland wurde die Serie zum ersten Mal auf Super RTL vom 4. Oktober 2003 bis zum 28. Februar 2004 ausgestrahlt. Von 2007 bis 2011 lief die Serie auch auf Junior, und später auf RiC. Aktuell läuft die Serie nur noch auf Fix und Foxi. Alle 13 Folgen sind auf vier DVDs erschienen.
Entwickelt wurde die Serie von A. Film A/S in Zusammenarbeit mit The Ocean Group Canada und Egmont Imagination.

## Handlung
Hugo, das Dschungeltier, und seine beste Freundin, das Fuchsmädchen Rita, sind auf der Suche nach einem neuen Zuhause und erleben dabei zahlreiche Abenteuer und reisen vom Strand über das Meer, durch Afrika, durch den Dschungel, durch die menschliche Zivilisation, durch die Berge und bis hin zum Nordpol. Größtenteils spielen die Geschichten in Dänemark. Dabei sind ständig Paparazzi, Gangster, Tierwissenschaftler und ein General aus Hugos Heimat "Dschungellandia", der behauptet, dass Hugo durch Familienrecht ihm gehört, hinter ihnen her. Doch Hugo und Rita treffen auch Hugos alten Freund Buletten-Charlie wieder, der die beiden mit seinen leckeren Buletten versorgt und ihnen am Ende der Serie ein neues sicheres Zuhause auf einer Insel gibt.

## Folgen
1. Hugo und Rita in der großen Stadt (Sydover)
2. Vier Gangster und ein Baby (Kidnappet)
3. Alte Bekannte (Barneleg)
4. Bonny knackt den Jackpot (Millard Ærens Legtøj)
5. Endlich daheim! (Jungleanden)
6. Ärger im Dschungel (Jungle Ballade)
7. Wieder auf großer Fahrt (Frikadellemytteriet)
8. Ihm kann keiner (Baby Hugo)
9. Stars in der Manege (Klovne på farten)
10. Die Reise nach Norden (Nordpå)
11. Unser Freund der Bär (Trolderi)
12. Unterwegs zum Zwergenschloss (Nordlys)
13. Ausgerechnet Bananen (Videnskabens fange)

## Deutsche Synchronsprecher
- Hugo – Sebastian Schulz, im Intro Constantin von Jascheroff
- Rita – Julia Ziffer
- Buletten-Charlie – Stefan Krause
- Zwerg – Friedrich G. Beckhaus
- General Maximus – Roland Hemmo
- Dr. Sturmdrang – Gerald Schaale
- Trolle – Hans-Werner Bussinger, Michael Pan
- Bonny – Philine Peters-Arnolds
- Johnny – David Nathan
- Mrs Croesus – Heike Schroetter
- Eule, Zirkusdirektor, Weihnachtsmann – Jürgen Kluckert
- Agouti – Kim Hasper
- Wilhelm Croesus – Michael Pan
- Mamma Musa – Martina Treger
- Butler Johann – Eberhard Prüter